# Campionato mondiale maschile di hockey su pista Porto 1968
Il Campionato mondiale di hockey su pista 1968 (in inglese 1968 Roller Hockey World Cup) è stata la diciottesima edizione della massima competizione per le rappresentative di hockey su pista maschili maggiori e fu organizzata dalla Fédération Internationale de Roller Sports. La competizione si svolse dal 26 aprile al 4 maggio 1968 a Porto in Portogallo. 
La vittoria finale è andata alla nazionale del Portogallo che si è aggiudicata il torneo per la decima volta nella sua storia.

## Formula
Il campionato del mondo 1968 vide la partecipazione di dieci squadre nazionali. La manifestazione fu organizzata tramite un girone all'italiana con gare di sola andata; erano assegnati due punti per l'incontro vinto, un punto a testa per l'incontro pareggiato e zero la sconfitta. Al termine del torneo la squadra prima classificata venne proclamata campione del Mondo.

## Squadre partecipanti
| Squadra        | Part. Nº | Partecipazioni precedenti al torneo                                                                  |
| -------------- | -------- | --- |
| Argentina      | 5        | 1960, 1962, 1964, 1966                                                                               |
| Germania Ovest | 13       | 1936, 1939, 1950, 1951, 1953, 1954, 1955, 1956, 1958, 1960, 1962, 1964                               |
| Giappone       | 2        | 1964                                                                                                 |
| Italia         | 18       | 1936, 1939, 1947, 1948, 1949, 1950, 1951, 1952, 1953, 1954, 1955, 1956, 1958, 1960, 1962, 1964, 1966 |
| Nuova Zelanda  | 1        | Esordiente                                                                                           |
| Paesi Bassi    | 15       | 1948, 1949, 1950, 1951, 1952, 1953, 1954, 1955, 1956, 1958, 1960, 1962, 1964, 1966                   |
| Portogallo     | 18       | 1936, 1939, 1947, 1948, 1949, 1950, 1951, 1952, 1953, 1954, 1955, 1956, 1958, 1960, 1962, 1964, 1966 |
| Spagna         | 16       | 1947, 1948, 1949, 1950, 1951, 1952, 1953, 1954, 1955, 1956, 1958, 1960, 1962, 1964, 1966             |
| Stati Uniti    | 2        | 1966                                                                                                 |
| Svizzera       | 17       | 1936, 1939, 1947, 1948, 1949, 1950, 1951, 1952, 1953, 1954, 1955, 1956, 1958, 1962, 1964, 1966       |

Nota bene: nella sezione "partecipazioni precedenti al torneo" le date in grassetto indicano la squadra che ha vinto quell'edizione del torneo

## Svolgimento del torneo

### Classifica finale
| Pos | Squadra        | Pt | G | V | N | P | GF | GS | DG  |
| --- | -------------- | -- | - | - | - | - | -- | -- | --- |
| 1.  | Portogallo     | 18 | 9 | 9 | 0 | 0 | 92 | 6  | +86 |
| 2.  | Spagna         | 15 | 9 | 7 | 1 | 1 | 57 | 12 | +45 |
| 3.  | Argentina      | 13 | 9 | 5 | 3 | 1 | 26 | 12 | +14 |
| 4.  | Italia         | 12 | 9 | 6 | 0 | 3 | 34 | 16 | +18 |
| 5.  | Paesi Bassi    | 10 | 9 | 4 | 2 | 3 | 33 | 28 | +5  |
| 6.  | Stati Uniti    | 7  | 9 | 3 | 1 | 5 | 27 | 30 | -3  |
| 7.  | Germania Ovest | 7  | 9 | 3 | 1 | 5 | 29 | 32 | -3  |
| 8.  | Svizzera       | 6  | 9 | 3 | 0 | 6 | 15 | 42 | -27 |
| 9.  | Nuova Zelanda  | 2  | 9 | 1 | 0 | 8 | 13 | 86 | -73 |
| 10. | Giappone       | 0  | 9 | 0 | 0 | 9 | 16 | 77 | -61 |

### Risultati
| Porto 26 aprile 1968 | Argentina | 2 – 2 | Spagna | Pavilhão Rosa Mota |

| Porto 26 aprile 1968 | Paesi Bassi | 3 – 3 | Stati Uniti | Pavilhão Rosa Mota |

| Porto 26 aprile 1968 | Giappone | 1 – 26 | Portogallo | Pavilhão Rosa Mota |

| Porto 27 aprile 1968 | Germania Ovest | 1 – 1 | Argentina | Pavilhão Rosa Mota |

| Porto 27 aprile 1968 | Argentina | 4 – 2 | Stati Uniti | Pavilhão Rosa Mota |

| Porto 27 aprile 1968 | Spagna | 15 – 4 | Giappone | Pavilhão Rosa Mota |

| Porto 27 aprile 1968 | Paesi Bassi | 11 – 2 | Nuova Zelanda | Pavilhão Rosa Mota |

| Porto 27 aprile 1968 | Italia | 1 – 4 | Portogallo | Pavilhão Rosa Mota |

| Porto 27 aprile 1968 | Svizzera | 3 – 2 | Stati Uniti | Pavilhão Rosa Mota |

| Porto 28 aprile 1968 | Germania Ovest   | 0 – 7 | Spagna | Pavilhão Rosa Mota\| Arbitro: \| Giuseppe Console \| |
| Arbitro:             | Giuseppe Console |       |        |                                                      |

| Porto 28 aprile 1968 | Argentina | 3 – 1 | Giappone | Pavilhão Rosa Mota |

| Porto 28 aprile 1968 | Paesi Bassi | 3 – 2 | Svizzera | Pavilhão Rosa Mota |

| Porto 28 aprile 1968 | Italia | 10 – 0 | Nuova Zelanda | Pavilhão Rosa Mota |

| Porto 28 aprile 1968 | Portogallo | 3 – 0 | Stati Uniti | Pavilhão Rosa Mota |

| Porto 29 aprile 1968 | Germania Ovest | 4 – 1 | Giappone | Pavilhão Rosa Mota |

| Porto 29 aprile 1968 | Spagna        | 8 – 2 | Paesi Bassi | Pavilhão Rosa Mota\| Arbitro: \| Jules Theiler \| |
| Arbitro:             | Jules Theiler |       |             |                                                   |

| Porto 29 aprile 1968 | Italia | 6 – 1 | Stati Uniti | Pavilhão Rosa Mota |

| Porto 29 aprile 1968 | Portogallo | 15 – 0 | Svizzera | Pavilhão Rosa Mota |

| Porto 29 aprile 1968 | Argentina | 10 – 1 | Nuova Zelanda | Pavilhão Rosa Mota |

| Porto 30 aprile 1968 | Germania Ovest | 2 – 3 | Italia | Pavilhão Rosa Mota |

| Porto 30 aprile 1968 | Spagna           | 8 – 0 | Svizzera | Pavilhão Rosa Mota\| Arbitro: \| Giuseppe Console \| |
| Arbitro:             | Giuseppe Console |       |          |                                                      |

| Porto 30 aprile 1968 | Nuova Zelanda | 0 – 21 | Portogallo | Pavilhão Rosa Mota |

| Porto 1º maggio 1968 | Argentina | 1 – 1 | Paesi Bassi | Pavilhão Rosa Mota |

| Porto 1º maggio 1968 | Germania Ovest | 2 – 10 | Portogallo | Pavilhão Rosa Mota |

| Porto 1º maggio 1968 | Spagna | 10 – 1 | Nuova Zelanda | Pavilhão Rosa Mota |

| Porto 1º maggio 1968 | Paesi Bassi | 0 – 3 | Italia | Pavilhão Rosa Mota |

| Porto 1º maggio 1968 | Italia | 4 – 2 | Svizzera | Pavilhão Rosa Mota |

| Porto 1º maggio 1968 | Giappone | 4 – 5 | Stati Uniti | Pavilhão Rosa Mota |

| Porto 2 maggio 1968 | Germania Ovest | 1 – 2 | Paesi Bassi | Pavilhão Rosa Mota |

| Porto 2 maggio 1968 | Argentina | 1 – 3 | Portogallo | Pavilhão Rosa Mota |

| Porto 2 maggio 1968 | Spagna           | 3 – 0 | Stati Uniti | Pavilhão Rosa Mota\| Arbitro: \| Giuseppe Console \| |
| Arbitro:            | Giuseppe Console |       |             |                                                      |

| Porto 2 maggio 1968 | Italia | 4 – 2 | Giappone | Pavilhão Rosa Mota |

| Porto 2 maggio 1968 | Nuova Zelanda | 0 – 3 | Svizzera | Pavilhão Rosa Mota |

| Porto 2 maggio 1968 | Germania Ovest | 1 – 2 | Paesi Bassi | Pavilhão Rosa Mota |

| Porto 3 maggio 1968 | Germania Ovest | 10 – 3 | Nuova Zelanda | Pavilhão Rosa Mota |

| Porto 3 maggio 1968 | Germania Ovest | 3 – 4 | Stati Uniti | Pavilhão Rosa Mota |

| Porto 3 maggio 1968 | Argentina | 1 – 0 | Svizzera | Pavilhão Rosa Mota |

| Porto 3 maggio 1968 | Spagna | 3 – 1 | Italia | Pavilhão Rosa Mota |

| Porto 3 maggio 1968 | Paesi Bassi | 0 – 8 | Portogallo | Pavilhão Rosa Mota |

| Porto 3 maggio 1968 | Giappone | 1 – 5 | Nuova Zelanda | Pavilhão Rosa Mota |

| Porto 4 maggio 1968 | Germania Ovest | 7 – 1 | Svizzera | Pavilhão Rosa Mota |

| Porto 4 maggio 1968 | Argentina | 3 – 2 | Italia | Pavilhão Rosa Mota |

| Porto 4 maggio 1968 | Spagna           | 1 – 2 | Portogallo | Pavilhão Rosa Mota\| Arbitro: \| Giuseppe Console \| |
| Arbitro:            | Giuseppe Console |       |            |                                                      |

| Porto 4 maggio 1968 | Paesi Bassi | 11 – 0 | Giappone | Pavilhão Rosa Mota |

| Porto 4 maggio 1968 | Giappone | 2 – 4 | Svizzera | Pavilhão Rosa Mota |

| Porto 4 maggio 1968 | Nuova Zelanda | 1 – 10 | Stati Uniti | Pavilhão Rosa Mota |